# Axel Lundqvist
Axel Martin Lundqvist, född 3 maj 1874 i Viby socken, Närke, död 19 april 1964 i Stockholm, var en svensk apotekare.
Axel Lundquist var son till kontraktsprosten Axel Lundqvist och bror till Nils Lundqvist. Han avlade mogenhetsexamen i Strängnäs 1893, farmacie studiosiexamen 1896 och apotekarexamen 1901. 1901–1920 var han anställd vid Apoteket Lejonet, Göteborg och 1920–1925 vid Apoteket Svanen, Göteborg. 1925 fick han privilegium på apoteket i Skänninge, och 1931 erhöll han transport till Apoteket Älgen, vilket han innehade till 1942. Vid sidan av sitt yrke ägnade sig Lundqvist åt en omfattande populärvetenskaplig föreläsningsverksamhet. Han var en av sin samtids främsta kännare av svensk folkmedicin och behandlade äldre föreställningar om sjukdomar, läkemedel och läkemedelsnamn i en rad uppsatser och arbeten, som Folklig sjukdomstro och läkekonst i Västsverige (1923), Om vår gamla folkmedicin (1923) och Folkliga sjukdomsnamn i svenskt språk (1924). Efter sitt avsked 1942 ägnade han sig åt medicinhistoria utifrån ett vidare perspektiv. 1945 utgav han en nyupptäckt Berzeliushandskrift med kommentar. Bland Lundqvists många uppdrag märks att han 1915–1920 var Generaltullstyrelsens och Generalpoststyrelsens kontrollant i Göteborg vid import och export av apoteksvaror. Tidigare ingrep han i apoteksvarustriden med broschyren Allmänheten och handeln med läkemedel (1910).